# Семдянова, Галина Георгиевна
Гали́на Гео́ргиевна Семдя́нова (28 февраля 1947 — 18 сентября 2011) — белорусский политик и общественный деятель, депутат Верховного совета 12 созыва, член Белорусского народного фронта «Возрождение» и партии БНФ.

## Биография
Галина Георгиевна Семдянова родилась в Гдыне (Польша) в семье участников Второй мировой войны. Украинка по происхождению. Её отец (Георгий Степанович Козловский) воевал на торпедных катерах, а затем преподавал в военно-морских училищах, а мать (Елена Демьяновна Козловская) работала в госпитале старшей операционной сестрой. Семья часто переезжала. Жили в Берлине, Лиепае, Ленинграде, Астрахани, Батуми, Барановичах, Киеве. Воспитывал её отчим (Яков Иванович Макаров) военный летчик. Во время войны его сбили, был серьёзно ранен, хотели комиссовать, но он отлежал в госпитале, прошёл медкомиссию и опять летал. Закончил службу командиром дивизии, генерал-майором. По словам Галины Георгиевны, он в значительной степени повлиял на неё. Окончила школу с золотой медалью. Поступила в Куйбышевский политехнический институт. После института работала в оборонной промышленности в должности инженеров. Муж (Борис Семдянов) военный, из-за этого Галина с семьёй часто переезжала. В январе 1983 переехала из Перми в Новогрудок. В Новогрудке сначала работала на заводе металлоизделий инженером-стандартизатором, потом агрохимиком в местной сельхозхимии, возглавляла там парторганизацию. Затем работала инспектором комитета народного контроля. Являлась членом КПСС. Во время этой работы у Галины Георгиевны начали возникать вопросы о работе этой структуры, так как нарушений находилось много, а прокуратура реагировала только по звонку из горкома партии. От того большинство проблем не решалось. Умерла 18 сентября 2011 года, после продолжительной болезни

## Политическая деятельность

### Парламентские выборы
В 1990 г. пользовалась большим авторитетом среди граждан и была выдвинута райкомом профсоюза госучреждений на выборы народных депутатов Верховного Совета Белорусской ССР от Новогрудского избирательного округа № 262, но, несмотря на членство в КПСС, встретила огромное количество преград со стороны местного горкома партии. Сперва предпринимались всяческие попытки отказать ей в регистрации, но после её поддержки также со стороны трудового коллектива местного автопарка, Галина Семдянова всё-таки была зарегистрирована в качестве кандидата в депутаты. В ответ горком партии выдвинул сильную альтернативу — детского врача, заведующего отделением. Всего было 8 кандидатов. Со слов самой Галины Георгиевны, под влиянием официальной пропаганды в то время БНФ ненавидела и считала, что это фашистская организация, но тем не менее горком партии был уверен, что в случае победы, она присоединится в парламенте к БНФ.
В итоге 4 марта 1990 года Галина Георгиевна Семдянова одержала победу на выборах и стала народным депутатом.

### Дальнейшая политическая деятельность
В Верховном Совете Галина Семдянова вошла в депутатскую группу Оппозиция БНФ, была главой её Ревизионной комиссии. Работала в Комиссиях Верховного Совета по экологии и рациональному использованию природных ресурсов; по товарам народного потребления, торговле и услуг населению; во Временной комиссии Верховного Совета по привилегиях.
Галина Семдянова была соавтором Концепции перехода Белорусской ССР к рыночной экономике (осень 1990 г.). Участвовала в разработке и принятии десятков законодательных актов, в том числе Декларации о государственном суверенитете Республики Беларусь, законов для специальной сессии Верховного Совета 24-25 августа 1991 года, когда была провозглашена независимость Беларуси.
24 августа 1991 года, за день до придания Декларации о суверенитете силы конституционного закона, Галина Семдянова была человеком, который первый внес бело-красно-белый флаг в зал заседаний Верховного Совета.
Она была автором законодательных предложений, направленных на создание армии Республики Беларуси. Председательствовала в Белорусском ассоциации военных «Возвращение», которая после распада СССР помогла вернуться в Белоруссию более четырём тысячам военных, в том числе из зон вооруженных конфликтов.
В 1996—1997 годах входила в Секретариат Верховного Совета 13-го созыва, который продолжал работу после насильственного разгона 1996 года.
В Партии БНФ Галина Семдянова занимала должности заместителя председателя (2002—2006), председателя Юридической комиссии, председателя Ревизионной комиссии (до 2010).
В 2008 году была направлена от БНФ в Центральную комиссию по выборам и республиканских референдумах, в 2010-м — в Минскую городскую комиссию по выборам президента.

## Семья
Дед по отцовской линии (Степан Петрович) был минёром. Во время севастопольского восстания находился вместе с лейтенантом Шмидтом на крейсер «Очаков». Позже был выслан, как неблагонадежный, в Харьков.
Дядя по отцовской линии (Виктор Степанович) изучал взрывное дело. Он окончил Ленинградский технологический институт, потом защитил кандидатскую и докторскую диссертации, занимался наукой, известный в своей сфере ученый. Во время войны был в блокадном Ленинграде, затем в Куйбышеве (нынешней Самаре) организовал кафедру, её возглавил, одно время был ректором института.
Отец (Георгий Степанович) воевал на торпедных катерах, а затем преподавал в военно-морских училищах.
Мать (Елена Демьяновна) работала в госпитале старшей операционной сестрой.
Муж (Борис Семдянов) окончил авиационный институт, потом его на два года призвали служить, и он остался в армии.
Имеет трёх сестёр. Старшая — Виктория, живёт в Москве. Лилия младше Галины, сейчас живёт в Киеве. Марина, самая младшая, живёт в Алуште.
Двое детей Дмитрий и Юлия, а также есть внук Евгений и внучка Наталья.